# Leschenaultia bergenstammi
Leschenaultia bergenstammi là một loài ruồi trong họ Tachinidae.